# Trevor Whymark
Trevor Whymark (Burston, 4 maggio 1950 – 31 ottobre 2024) è stato un calciatore inglese, di ruolo attaccante.

## Caratteristiche tecniche
Era un centravanti.

## Carriera

### Club
Dopo essere stato scartato ad un provino dal Norwich City, iniziò la carriera nei dilettanti del Diss Town, che nel 1969 lo cedette all'Ipswich Town, con cui nella stagione 1969-1970 esordì nella prima divisione inglese, campionato nel quale segnò una rete in 8 presenze. Nella First Division 1970-1971 giocò altre 10 partite e segnò una rete, mentre nel campionato successivo andò a segno per 3 volte in 13 apparizioni. A partire dal campionato 1971-1972 iniziò a giocare regolarmente da titolare con l'Ipswich Town: in questa stagione collezionò infatti 41 presenze, andando anche per la prima volta in carriera in doppia cifra di reti segnate, con 11 gol. Nella stagione 1972-1973 oltre a vincere una Texaco Cup contribuì al raggiungimento del quarto posto in classifica in campionato (con conseguente qualificazione alla successiva edizione della Coppa UEFA) con 11 gol in 39 presenze.
Nella stagione 1973-1974 oltre a segnare 10 gol in 40 partite in campionato (competizione in cui la sua squadra ottenne un altro quarto posto) giocò anche in Coppa UEFA, nella quale l'Ipswich Town eliminò nell'ordine Real Madrid, Lazio e Twente, salvo poi essere eliminato nei quarti di finale dalla Lokomotive Lipsia ai calci di rigore; Whymark in questa competizione segnò complessivamente 5 gol, 4 dei quali nella partita di andata vinta per 4-0 contro la Lazio. Nella stagione 1974-1975 andò ancora in doppia cifra in campionato (nel quale l'Ipswich Town arriva terzo in classifica), con 10 centri in 40 presenze, mentre in Coppa UEFA partecipò alla doppia sfida col Twente, che eliminò per la regola dei gol in trasferta la squadra inglese ai trentaduesimi di finale. Anche l'anno seguente giocò in Coppa UEFA, competizione in cui la sua squadra superò il Feyenoord per poi essere eliminata dai belgi del Club Bruges con un complessivo 4-3 nei sedicesimi di finale; in campionato Whymark segnò invece 13 gol in 40 presenze, mentre l'anno successivo andò a segno per 14 volte in 36 presenze, contribuendo al raggiungimento del terzo posto in classifica, con conseguente nuova qualificazione alla Coppa UEFA.
Nella Coppa UEFA 1977-1978 segnò 6 gol in altrettanti incontri: la sua squadra eliminò infatti Landskrona BoIS e Las Palmas, per poi essere eliminata negli ottavi di finale dal Barcellona; in campionato arrivò invece un diciottesimo posto in classifica, con Whymark che segnò 9 gol in 20 presenze. In questa stagione l'Ipswich Town vinse inoltre la prima FA Cup della sua storia. L'anno seguente partecipò per la prima volta in carriera alla Coppa delle Coppe, nella quale la sua squadra eliminò AZ Alkmaar e Wacker Innsbruck, salvo poi essere eliminata dal Barcellona nei quarti di finale per la regola dei gol in trasferta; l'attaccante inglese in tale competizione disputò 4 partite, senza mai segnare. In campionato arrivò invece un sesto posto, al quale Whymark contribuì con una rete in 13 presenze: a fine anno lasciò dopo un decennio l'Ipswich Town, con un bilancio totale di 74 reti in 260 presenze nella prima divisione inglese.
Nella stagione 1979-1980 passò inizialmente al Derby County, che dopo 2 presenze senza reti nella massima serie inglese lo cede ai canadesi dei Vancouver Whitecaps, con cui realizzò 10 reti in 27 presenze nella NASL, che vinse, segnando 2 reti nella finale vinta per 2-1; dopo una parentesi in prestito agli olandesi dello Sparta Rotterdam (5 presenze senza reti in Eredivisie ed una partita in Coppa d'Olanda) tornò ai Whitecaps, con cui segnò altri 15 gol in 30 presenze in campionato, prima di tornare definitivamente in Europa: tra il 1980 ed il 1984 fu infatti tesserato del Grimsby Town, squadra di Second Division, con cui giocò da titolare per tre stagioni, una delle quali (la 1981-1982) chiusa anche in doppia cifra. Nell'arco del quadriennio segnò in tutto 16 reti in 93 partite di campionato. Successivamente giocò per due anni fra terza e quarta divisione al Southend Utd, con cui segnò 5 gol in 38 partite (3 in 19 partite in Third Division e 2 in 19 partite in Fourth Division). Nella stagione 1985-1986 giocò in totale 5 partite in Fourth Division, 3 col Peterborough Utd e 2 col Colchester Utd, prima di chiudere la carriera al Diss Town, squadra con cui esordì due decenni prima.

### Nazionale
Dal 1973 al 1974 giocò con la nazionale Under-23, collezionandovi in tutto 7 presenze e segnando 3 reti.
Il 12 ottobre 1977 giocò una partita con la nazionale maggiore, giocando gli ultimi 20 minuti in una partita di qualificazione ai Mondiali contro il Lussemburgo.

## Palmarès

### Club

#### Competizioni nazionali
- Coppa d'Inghilterra: 1

Ipswich Town: 1977-1978
- North American Soccer League: 1

Vancouver Whitecaps: 1979
- Football League Trophy: 1

Grimsby Town: 1981-1982

#### Competizioni internazionali
- Texaco Cup: 1

Ipswich Town: 1972-1973